# Miramar (Florida)
Miramar è un centro abitato (City) degli Stati Uniti d'America, situato nella contea di Broward dello Stato della Florida. Nel 2007 la popolazione era di 108.240 abitanti.

## Geografia fisica
Secondo i rilevamenti dello United States Census Bureau, Miramar si estende su una superficie di 80,3 km².